# Суровцев, Виктор Николаевич
Виктор Николаевич Суровцев — советский хозяйственный и государственный деятель, Герой Социалистического Труда.

## Биография
Родился 18 января 1914 году в поселке Мухановский или Мухановский спиртзавод (Сталинский винзавод до 1964, затем Дачный) ныне Теньгушевского района Республики Мордовия. Член КПСС.
Участник Великой Отечественной войны, состоял в кавалерийском полке 46-й отдельной дивизии
В 1947—1967 — зоотехник, главный зоотехник Жигулёвской птицефабрики.
В 1967—1976 года— директор ордена Ленина Жигулёвской птицефабрики Волжского района Куйбышевской области.
Указом Президиума Верховного Совета СССР от 22 марта 1966 года присвоено звание Героя Социалистического Труда с вручением ордена Ленина и золотой медали «Серп и Молот».
Делегат XXIII съезда КПСС.
Заслуженный зоотехник РСФСР.
Умер в 19 октября 1989 году в cеле Ермолино Солнечногорского района Московской области.

## Награды и звания
- Герой Социалистического Труда (22.03.1966)
- Орден Ленина (22.03.1966)
- Орден Отечественной войны II степени (06.04.1985)
- Орден Знак Почёта